# ヤーマス・キャッスル (客船)
ヤーマス・キャッスル (SS Yarmouth Castle)は、おもにアメリカ合衆国でフェリーやクルーズ客船として運行されていた汽船。1965年に悲惨な火災を起こして沈没し、船舶の安全確保のため新たな法整備が進むきっかけを作った。

## 初期

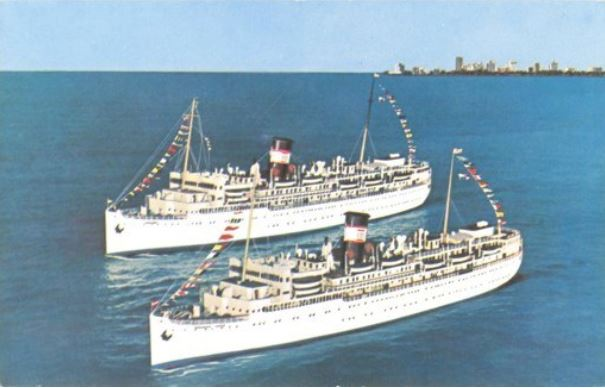
ヤーマス・キャッスル号と僚船のヤーマス号

この船は、1927年にペンシルベニア州フィラデルフィアのウィリアム・クランプ・アンド・サンズ造船所で建造され、当初は「エヴァンジェリン (Evangeline)」と命名された。全長365フィート、総トン数5002トン。姉妹船ヤーマス (SS Yarmouth) も同年に進水した。
エヴァンジェリンは、ボストンと、カナダ・ノバスコシア州ヤーマス (Yarmouth) を結ぶ、イースタン汽船 (Eastern Steamship Lines) の航路に就役したが、第二次世界大戦に米国が参戦すると、軍隊輸送船として太平洋方面に派遣されることになった。この船は、サンフランシスコから前線の島々へと戦闘員を輸送するとともに、病院船としても使われた。戦後は、ベスレヘム・スチールの造船所で150万ドルをかけて修理・改装され、1947年5月に旅客船として航路に復帰した。
しかし、ニューヨークとバハマを結ぶ航路は1年も経たずに休止となり、その後、1948年から1953年までの間は、1950年の2か月を除いて、就航せずに係留されていた。1954年、この船はリベリアのヴォラシア汽船 (Volusia Steamship Company) という会社に売却された。船は、ボストンからヤーマスへの夜行便に使われた後、1955年からカリブ海方面に就航することになった。
1964年、船はチャデイド汽船 (Chadade Steamship Company) に売却され、同年のうちに船名もヤーマス・キャッスルに改称した。ニューヨークからバハマまでのカリブ海クルーズ・ライン (Caribbean Cruise Lines) の業務であったが、同社はその年のうちに破産してしまった。1964年末には、ヤーマス・キャッスルを運行しているのはヤーマス・クルーズ・ラインという会社になっていた。船はマイアミからバハマのナッソーまで、186マイルの遊覧航行を行なっていた。船は当時はパナマ船籍になっていた。

## 火災沈没事故
1965年11月12日、乗客376名、乗員176名、合計552名を乗せたヤーマス・キャッスルは、ナッソーに向けてマイアミを出港した。翌日にはナッソーに到着する予定であった。船長は35歳のバイロン・ヴォーチナス (Byron Voutsinas) であった。
11月13日の午前1時少し前、マットレス置き場になっていた610号船室で、マットレスが照明の電気回路に近過ぎるところまで積まれていたことから出火。室内には部屋いっぱいのマットレスと塗料の缶があり火勢を増すことになった。
午前1時ころ、酷く火傷を負ったひとりの乗客が階段を上ってきて、デッキ上に倒れ込んだ。この乗客を助けようと駆けつけた乗員は、階段が煙と炎で充満していることに気づく。当直船員は直ちにヴォーチナス船長に火災発生を知らせた。船長は二等航海士に霧笛を使って警報を吹鳴するよう命じたが、警報を出す前にブリッジ（船橋）まで炎が達した。非番だった船舶通信士も通信機へと向かったが、到着したときには通信機は完全に炎に包まれていた。この時点で、ヤーマス・キャッスルはマイアミから東に120マイル、ナッソーの北西60マイルの位置にいた。
船の火災報知器は作動せず、スプリンクラーも機能しなかった。乗客たちは、半狂乱になって救命胴衣を求める人々が船内の通路で絶叫しながら走り回るのを耳にして、目が醒めた。
火は船体の上部構造に急速に広がったが、
これは船体の自然換気システムに沿って進んだためであった。炎は階段吹き抜けを通って垂直に上り、木製の羽目板、木製の甲板、壁面の新しい塗料の層などが燃料となって火勢を強めた。乗客の多くは、舷窓を壊し小さな丸窓を通って、炎上する船室から脱出した。船の前方半分はすぐに炎に呑み込まれ、乗客乗員は船尾へと逃れた。ヤーマス・キャッスルの救命ボートは、着水させる間もなく、炎上してしまったものも多かった。
さらに問題は重なった。船の消火栓は水圧が足らず、消火活動はできなかった。ホースの1本は切り取られていた。乗員は救命ボートの着水にも手間取った。ボートを降ろすために使うロープが、分厚く上塗りされていた塗料の層のためにウインチ（巻き上げ機）で絡んで動かせなかったのである。ボートがうまく着水した場合も、ボートに
櫂受け（オール受け）がなかったために、ボートを進めるためにはカヌーのように漕がなければならなかった。結局、13艇用意されていた救命ボートのうち、使われたのは6艇だけであった。
こうした状況の中で、乗員の勇敢な行動を伝える話も、臆病さを伝える話も残されている。乗員の多くが、乗客を援助することなしに逃げ出した。しかし、乗客を船室の窓から引っぱり出す手助けをして、舷側にある縄梯子へと誘導した乗員たちもいた。迫り来る炎から助けるために、弱ってパニック状態に陥った人々を、舷側から海中に投げ降ろした乗員たちもいた。自分の救命胴衣を乗客に渡した船員たちもいた。
フィンランド船籍の貨物船フィンパルプ (Finnpulp) は、ヤーマス・キャッスルの前方8マイルの位置で、ヤーマス・キャッスルと同じく東へ進んでいた。午前1時30分、同船の航海士がレーダー画面で、ヤーマス・キャッスルが急減速していることに気づいた。船尾方向を見ると、燃え上がる炎が目視できたため、就寝中だった船長ジョン・レート (John Lehto) に急を知らせた。レート船長は直ちにフィンパルプの転回を命じた。同船はナッソーへの無線通報を3度試みたが、応答はなかった。午前1時36分に、フィンパルプはマイアミの合衆国沿岸警備隊に連絡をとることに成功し、第一報が伝えられた。
旅客船バハマ・スター (Bahama Star) は、ヤーマス・キャッスルの後方12マイルを進んでいた。午前2時15分、カール・ブラウン (Carl Brown) 船長は、立ち上る煙と海面に照り返す赤い輝きに気づいた。これがヤーマス・キャッスルであることを悟った船長は、全速前進を命じた。バハマ・スターから合衆国沿岸警備隊への通報は、午前2時20分であった。
現場に最初に到着したのはフィンパルプだった。最初に同船までたどり着いたヤーマス・キャッスルの救命ボートには、半分程度しか人は乗り込んでいなかった。フィンパルプのレート船長は、このボートに乗っていた乗客が4名だけだと知って激怒した。残りの20名は、最初の警報を聞いて船から逃げ出した乗員たちであり、その中にはヴォーチナス船長も含まれていた。乗客4名は貨物船に収容された。ヴォーチナス船長は、無線通信が必要だったからフィンパルプへ来たのだと主張した。フィンパルプのレート船長は、「戻って生存者を見つけて来い」と言って、ヴォーチナスと乗員たちをヤーマス・キャッスルへ追い返した。これに続いた2艇の救命ボートも、乗っていたのは乗員だけであった。
やがてバハマ・スターが現場に到着した。同船はヤーマス・キャッスルから100ヤードほどの位置まで近づき、自船の救命ボートを降ろして炎上するヤーマス・キャッスルの右舷側に並べた。炎上する船から海中に飛び込み、この救命ボートに泳ぎついた者もいた。フィンパルプはモーターボートを降ろし、救命ボートをバハマ・スターまで曳いていく作業をした。
バハマ・スターのブラウン船長が後日報告したところによると、ヤーマス・キャッスルからはパニック状態に陥った大きな音が聞こえていたという。船長の回想では、船室のドアが破られる音、ガラスが割れる音、多数の人々の絶叫が聞こえていたという。ブラウン船長も、レート船長も、救助活動の最中ずっと低い唸るような音が聞こえていたと語ったが、これはヤーマス・キャッスルの霧笛から漏れた蒸気の音だったと結論づけられた。ベンチ、デッキチェアー、マットレス、手荷物など（水に浮くもの）が、炎上する船から、水中でもがく人々の方へ投じられた。
ヤーマス・キャッスルの左舷側に回り込んだフィンパルプは、ヤーマス・キャッスルに接舷して、炎上する船から貨物船の甲板へと、乗客を直接乗り移らせたが、自船の塗装が煙を発して焼け始めたため、すぐに安全な距離まで離れることを余儀なくされた。その後、同船は、海中に浮かぶ人々を引き上げるべく、自船の救命ボートを出した。
合衆国沿岸警備隊は4機の飛行機を現場上空4,000フィートに出したが、パイロットたちは、何マイルも手前から煙と炎が見え、飛行機もそれに包まれそうになった、と語った。
午前4時までには、生存者全員がフィンパルプとバハマ・スターに収容されたが、この頃にはヤーマス・キャッスルの船体は完全に炎に包まれていた。船に近い海水は沸騰しているように見えたという。午前6時少し前にヤーマス・キャッスルは左舷側に横転した。蒸気の咆哮、破裂するボイラーの音がして、午前6時3分には海面下に船体が沈んだ。

## 事後
生存者のうち重傷を負った者は、沿岸警備隊のヘリコプターでナッソーの病院へと移送された。バハマ・スターが救助したのは乗客240名と乗員133名、うち重傷の12名がヘリコプターで移送された。フィンパルプが救助したのは乗客51名と乗員41名で、うち重傷の1名がヘリコプターで移送された。両船とも11月13日にナッソーに入港した。
船と運命をともにした人々は87名、救出後に病院で亡くなった者が3名となり、犠牲者は90名に達した。死者のうち、乗員は、ジャマイカ人の女性客室乗務員フィリス・ホール(Phyllis Hall)と、キューバ人の船医リサルド・ディエス・トーレンス(Dr. Lisardo Diaz-Toorens)の2名だけであった。一部の遺体は回収されたが、犠牲者の多くは船とともに沈み、行方不明とされた上で死亡認定された。
ヤーマス・キャッスルの火災は、北アメリカにおける水難事故としては、1949年にカナダのトロント港で汽船ノロニック(Noronic)が炎上沈没し、139名の死者が出て以来の重大事故であった。

## 調査
合衆国沿岸警備隊は沈没の調査に乗り出し、1966年3月に27ページの報告書を公表した。
調査委員会の調べで、出火元となった610号船室にスプリンクラー設備がなかったことが判明した。マットレスが不適切なほど天井の電灯近くまで積み上げられていたことが、発火の原因であった。
610号船室は機関室の直上にあり、客室として使用するには暑くなりすぎる場所であった。火災となるひと月ほど前にこの部屋からは壁面の羽目板や吊り天井が外されており、むき出しになった断熱材に着火したことで火勢を増した。
過剰な塗装も問題であることが判明した。壁面は再塗装の際に古い塗装をまったく剥がしていなかったが、委員会はこれが火災の危険を大きくしたと判断した。塗装で固められたロープは、ヤーマス・キャッスルの一部の救命ボートの着水を妨げた。船室から脱出しようとした乗客の中には、舷窓の締め金が塗料で塗り固められていたために難渋した者もいた。
沿岸警備隊は、ほかにも多数の規則違反を発見した。火災の最中に防火扉はひとつも閉じられていなかった。すべての船室に配置されているべき救命胴衣も、置かれていない部屋があった。当時の法では3基の膨張式救命筏の装備が定められていたが、ヤーマス・キャッスルにはひとつも装備されていなかった。乗船していた無線通信士は1名だけであったが、法定要員は2名であった。乗客は、非常時の脱出手順について何も情報を提供されていなかった。
ヤーマス・キャッスルは、炎上沈没する3週間前に安全点検と火災時の避難訓練を実施したばかりであった。しかし、パナマ船籍であった同船は、アメリカ合衆国の安全基準に準拠している必要はなかった。当時の国際基準は、合衆国のものより厳しくないものであった。加えて、1927年建造のヤーマス・キャッスルは、それ以降に制定されたより厳しい基準の適用を免れていた。
ヴォーチナス船長はじめ乗員たちは、乗客の救助を放棄して船を離れたとして職務義務違反に問われた。
ヤーマス・キャッスルの事故は海上における人命の安全のための国際条約（SOLAS条約）の改定につながった。法改正により、海洋における安全規則が見直され、避難訓練の義務付けや、安全検査、新たな船の建造に際しての構造の変更などが盛り込まれた。SOLAS条約の下では、50人以上の乗客を宿泊をともなって運送する船は、鋼鉄など不燃性の素材だけで建造することが求められることになった。ヤーマス・キャッスルのほとんど木製であった上部構造が、火災が急速に広がる主因であったと判断されたのである。

## ヤーマス・キャッスルのバラード
カナダのシンガーソングライター、ゴードン・ライトフット (Gordon Lightfoot) は、この悲劇的事件に基づいて曲を作った。「Ballad of Yarmouth Castle」と題されたこの曲は、1969年に発表されたユナイテッド・アーティスツ・レコードからの5枚目のアルバム『Sunday Concert』に収められた。このアルバムを含め、ライトフットのユナイテッド・アーティスツ時代の音源は、CD3枚組のコンピレーション『The Original Lightfoot:  The United Artists Years』として1992年にリリースされた。ライトフットは、このバラッド以外にも、船の遭難についての歌を作っている。1976年にリリースしたアルバム『Summertime Dream』には、1975年11月はじめに5大湖で運航される貨物船だったアメリカ合衆国船籍のエドマンド・フィッツジェラルドが強風下で沈没した際に書かれた「エドモンド・フィッツジェラルド号の難破 (The Wreck of the Edmund Fitzgerald)」が収録されている。